# Dieter Riedel
Dieter Riedel, né le 16 septembre 1947 à Gröditz, est un footballeur est-allemand et est actuellement entraîneur au BSC Freiberg.

## Biographie
En tant qu'attaquant, Dieter Riedel fut international est-allemand à 4 reprises (1974-1978) pour aucun but inscrit. 
Il participa aux Jeux olympiques de 1976. Il ne joua qu'un seul match, en tant que remplaçant contre le Brésil, à la place de Hans-Jürgen Riediger. Il fut récompensé de la médaille d'or. 
Entre 1995 et 1997, il devient le président du SG Dynamo Dresde.

## Clubs
- 19??-1966 : BSG Stahl Gröditz
- 1966-1980 : SG Dynamo Dresde

## Palmarès
- Jeux olympiques

- - Champion en 1976
- Championnat de RDA de football
  - Champion en 1971, en 1973, en 1976, en 1977 et en 1978
  - Vice-champion en 1979 et en 1980
- Coupe d'Allemagne de l'Est de football
  - Vainqueur en 1971 et en 1977
  - Finaliste en 1972, en 1974, en 1975 et en 1978
- Championnat de RDA de football D2
  - Champion en 1969